# Brachyrhopala atra
Brachyrhopala atra là một loài ruồi trong họ Asilidae. Brachyrhopala atra được Clements miêu tả năm 2000.